# سیارک ۷۲۰۵۹
سیارک ۷۲۰۵۹ (به انگلیسی: 72059 Heojun، نامگذاری:2000YC16) هفتاد و دو هزار و پنجاه و نهمین سیارک کشف شده‌است که در ۲۱ دسامبر ۲۰۰۰ کشف شد.